# Municipio de Chalma
El municipio de Chalma se encuentra en la zona norte del estado de Veracruz, en la región llamada Huasteca Alta, al oriente de México. Es uno de los 212 municipios de la entidad. Está ubicado en las coordenadas 21°12′25.12″N 98°23′42.98″O / 21.2069778, -98.3952722 y cuenta con una altura de 140 m s. n. m.
El municipio lo conforman 69 localidades en las cuales habitan 13.067 personas.
Sus límites son:
- Norte:  Platón Sánchez
- Sur: Huejutla de Reyes, Hidalgo
- Este: Tantoyuca
- Oeste: Chiconamel.

Chalma es un municipio con un clima principalmente cálido en extremo, con una temperatura media anual de 24,6 °C, con lluvias casi todo el verano y en otoño.
El municipio de Chalma tiene sus celebraciones los días 1 y 2 de febrero, con las fiestas religiosas en honor a la Virgen de la Candelaria; en marzo se realiza el carnaval; y del 9 al 10 de septiembre las  fiestas religiosas a San Nicolás; y ya en los días 11 y 12 de diciembre se celebran las fiestas religiosas en honor a la Virgen de Guadalupe.

## Demografía
De acuerdo al censo realizado en 2010 por el Instituto Nacional de Estadística y Geografía; el municipio de Chalma tiene una población total de 12 626 habitantes, de los que 6221 son hombres y 6405 son mujeres.

### Localidades
El municipio tiene un total de 98 localidades. Las principales localidades y su población son las siguientes:
| Localidad                      | Población |
| Total Municipio                | 12 626    |
| Chalma                         | 2 646     |
| El Pintor                      | 1 474     |
| Chapopote Chico (Tlachinolapa) | 1 441     |
| San Pedro Coyutla              | 1 123     |